# Han Polman
Johannes Marcellus Maria (Han) Polman (Ootmarsum, 16 januari 1963) is een Nederlands bestuurskundige, politicus en bestuurder. Hij is lid van D66. Sinds 15 september 2024 is hij staatsraad in de Afdeling advisering van de Raad van State.

## Loopbaan
Van 1 maart 2013 tot 15 september 2024 was Polman commissaris van de Koning(in) in de Zeeland. In deze functie volgde hij Karla Peijs op. Voordat Polman naar Zeeland kwam was hij burgemeester van Bergen op Zoom (2005-2013). In deze functie heeft hij diverse malen het nieuws gehaald door, op zijn voorstel, alle coffeeshops in Bergen op Zoom te sluiten.
Daarvoor was hij burgemeester van Noordwijkerhout (2001-2005). En van 2000-2001 was hij directeur Dienst Welzijn bij de gemeente Vlaardingen. Van 1994 tot 2000 was hij gemeenteraadslid en (vice)fractievoorzitter voor D66 in de gemeente Den Haag. Polman startte zijn loopbaan in 1986 bij het Ministerie van Binnenlandse Zaken en Koninkrijksrelaties, waar hij tot 2000 diverse functies bekleedde.
Op 14 juni werd bekendgemaakt dat de ministerraad heeft ingestemd met de voordracht om Polman per 15 september 2024 te laten benoemen tot staatsraad in de Afdeling advisering van de Raad van State. Daarnaast is hij voorzitter van de raad van toezicht van het Nederlands Bureau voor Toerisme en Congressen, voorzitter van de Nederlandse Algemene Keuringsdienst voor zaaigoed en pootgoed van landbouwgewassen, voorzitter van de Waarderingskamer en lid van de deskundigencommissie voor de Hervormingsagenda Jeugd 2023-2028.

## Opleidingen
- HAVO, Carmel Lyceum te Oldenzaal, tot 1980
- VWO, Carmel Lyceum te Oldenzaal, 1980-1982
- Bestuurskunde aan de Universiteit Twente, 1982 - 1988

## Wetenswaardigheden
- Vroedschapspenning, gemeente Den Haag
- Erepenning gemeente Bergen op Zoom

## Persoonlijk
Polman heeft een vrouw, twee zoons en twee dochters.
- Parlement.com: vj55dnvgevi8
- Virtual International Authority File: 286978868